# غيلبرت تشابرون
غيلبرت تشابرون (بالفرنسية: Gilbert Chapron)‏ (7 أكتوبر 1933 – 5 سبتمبر 2016) هو ملاكم فرنسي راحل، مثّل بلاده في الألعاب الأولمبية الصيفية 1956 وحقق الميدالية البرونزية في فئة الوزن المتوسط.

## روابط خارجية
غيلبرت تشابرون على موقع بوكس ريك (الإنجليزية) (registration required)
- غيلبرت تشابرون على موقع أوليمبيديا (الإنجليزية)